# Kopciowice
Kopciowice (niem. Kopciowitz) – wieś w Polsce położona w województwie śląskim, w powiecie bieruńsko-lędzińskim, w gminie Chełm Śląski, u zbiegu dróg wojewódzkich nr 780 i 934.
W latach 1973–1975 w gminie Imielin (obejmującej 3 sołectwa: Chełm Śląski, Kopciowice i Dziećkowice. W latach 1975–1977 dzielnica Tychów. W latach 1977–1994 dzielnica Mysłowic. Od 30 grudnia 1994 r. w reaktywowanej gminie Chełm Śląski (obejmującej Chełm Śląski i Kopciowice) (gmina Chełm istniała wcześniej w latach 1945–1954).
W latach 1975–1998 miejscowość administracyjnie należała do województwa katowickiego.

## Nazwa
W alfabetycznym spisie miejscowości na terenie Śląska wydanym w 1830 roku we Wrocławiu przez Johanna Knie wieś występuje pod polską nazwą Kopcziowic oraz nazwą zgermanizowaną Kopcziowitz. Spis notuje również przysiółki oraz folwarki we wsi: Goszcziniecz, Kudrowitzer Muhle, Stosseck oraz Golce. Nazwa nawiązuje do znajdujących się kopców na terenie wsi.

## Geografia
Wschodnim obrzeżem Kopciowic przepływa rzeka Przemsza wraz z dopływami: Imielanką i potokiem Rothera oraz potok Goławiecki z uchodzącym do niego potokiem Mąkołowiec, należącymi do dorzecza Górnej Wisły. Z przeszłości zachowały się liczne stawy pohodowlane w tym oczka wodne w Dolinie Przemszy.

## Zabytki
Na ochronę z punktu widzenia kulturalnego i przyrodniczego zasługują zespół parkowy w Kopciowicach, zespół dworski (dwór, spichlerz, obora i stodoła) oraz pięć kopców wzdłuż potoku Goławieckiego przy DW934.